# Moskwicz 412
Moskwicz 412 – samochód osobowy klasy niższej średniej produkowany od 1967 roku przez radzieckie zakłady AZLK (do 1975 roku) oraz Iżmasz (do 1997 roku, oznaczany też IŻ-412). Stanowił wersję pochodną samochodu Moskwicz 408 różniącą się nowym silnikiem 1,5 l. Produkowany był jako czterodrzwiowy sedan; pokrewnymi modelami były wersje nadwoziowe kombi Moskwicz 427 i furgon 434. Wyprodukowano ich ponad 2 miliony egzemplarzy. Jego następcą był zmodernizowany model Moskwicz 2140.

## Historia i rozwój modelu

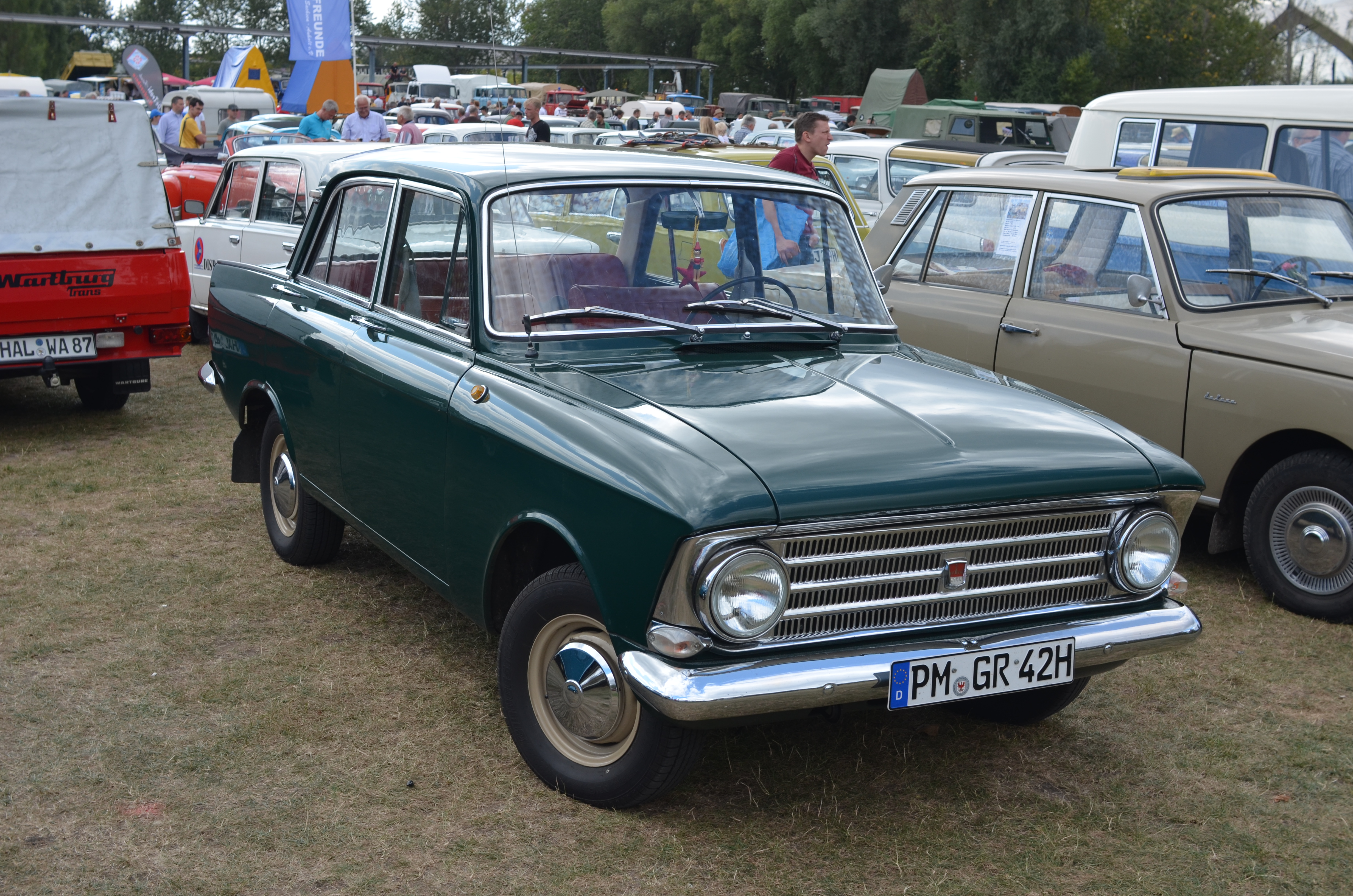
Moskwicz 408/412 z pierwotnym nadwoziem

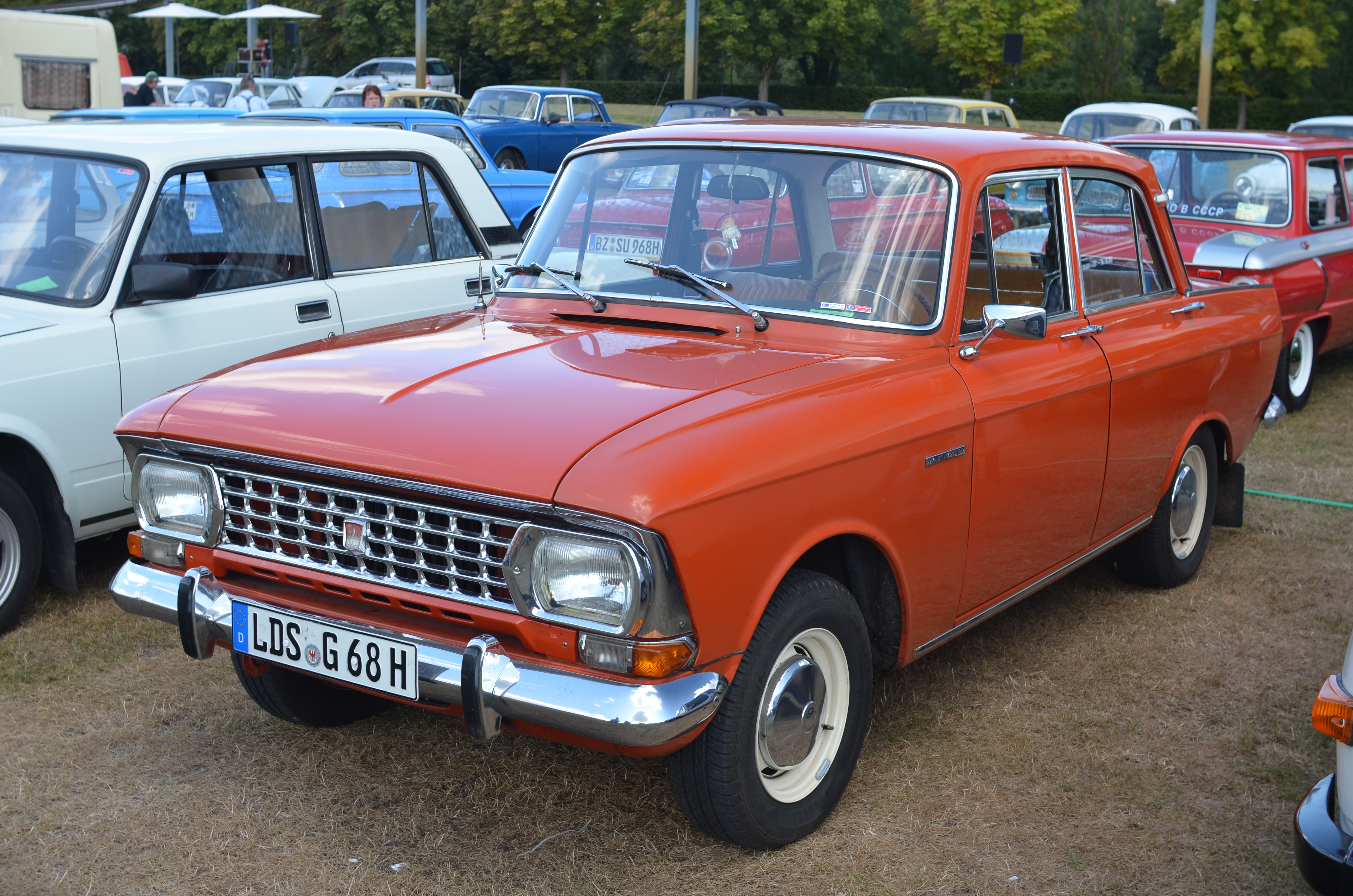
Moskwicz 412IE z późnym wariantem atrapy

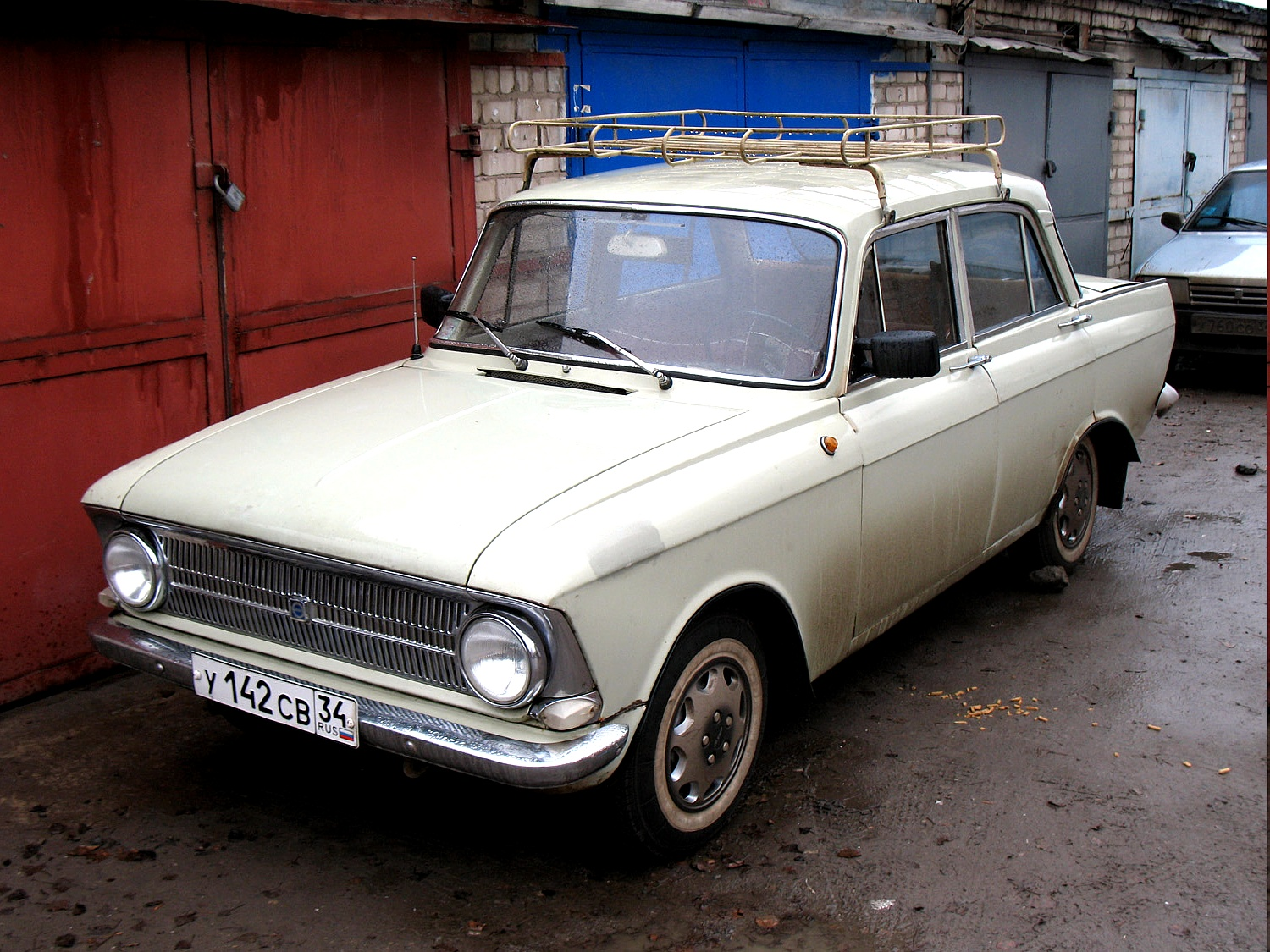
Moskwicz 412IE produkcji IŻ

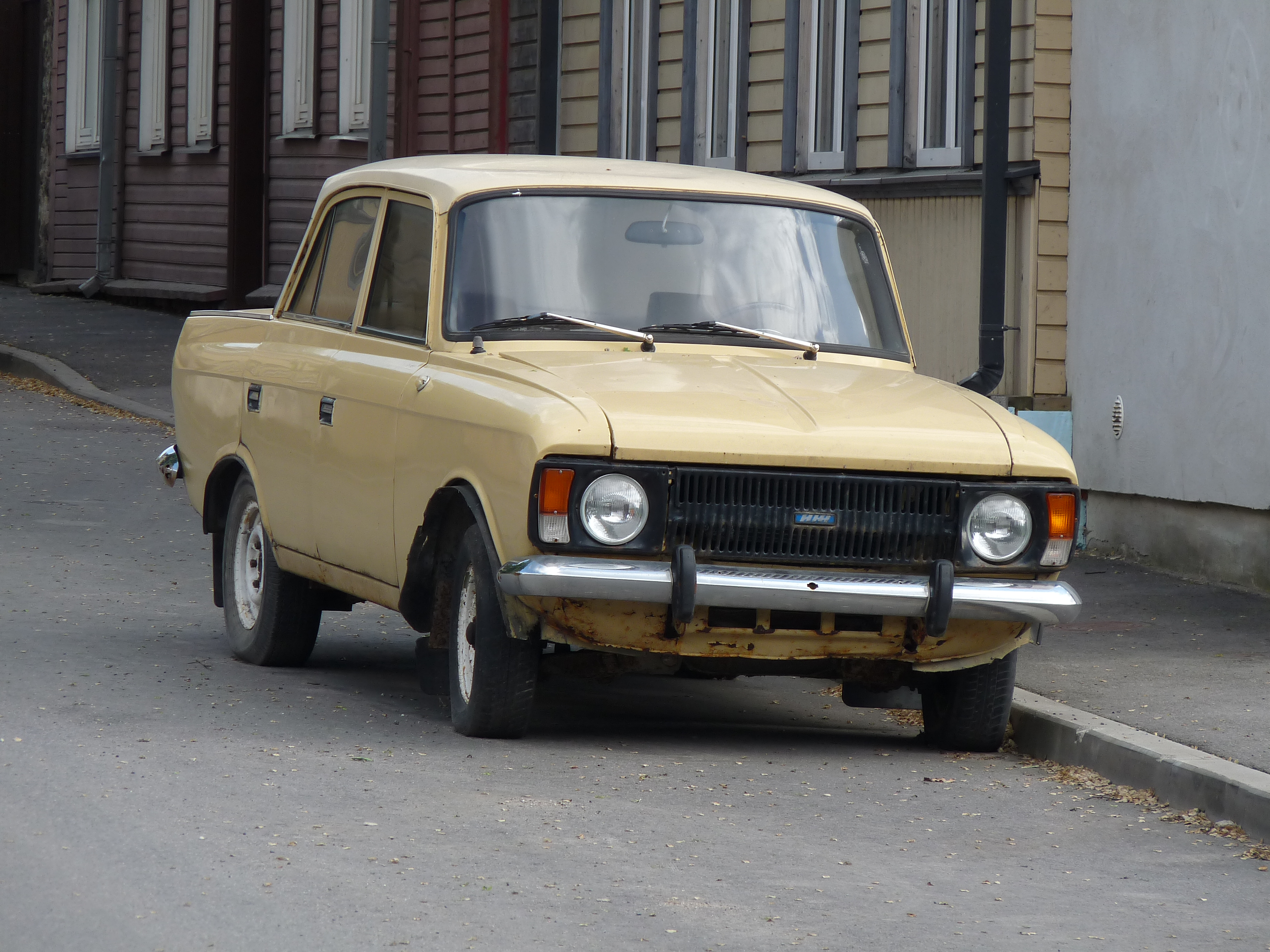
IŻ-Moskwicz 412 po modernizacji w 1982 r.

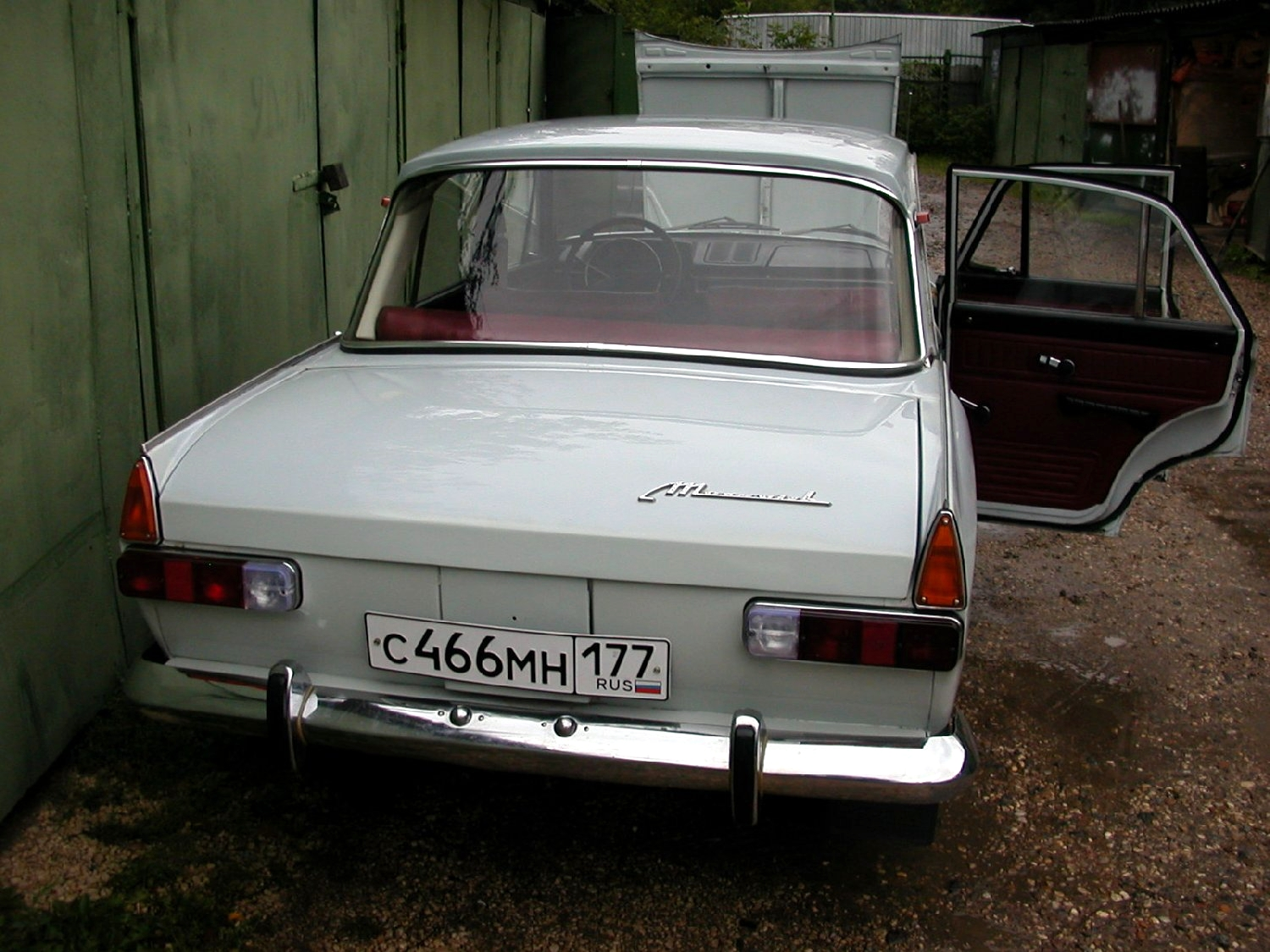
Moskwicz 412IE od tyłu

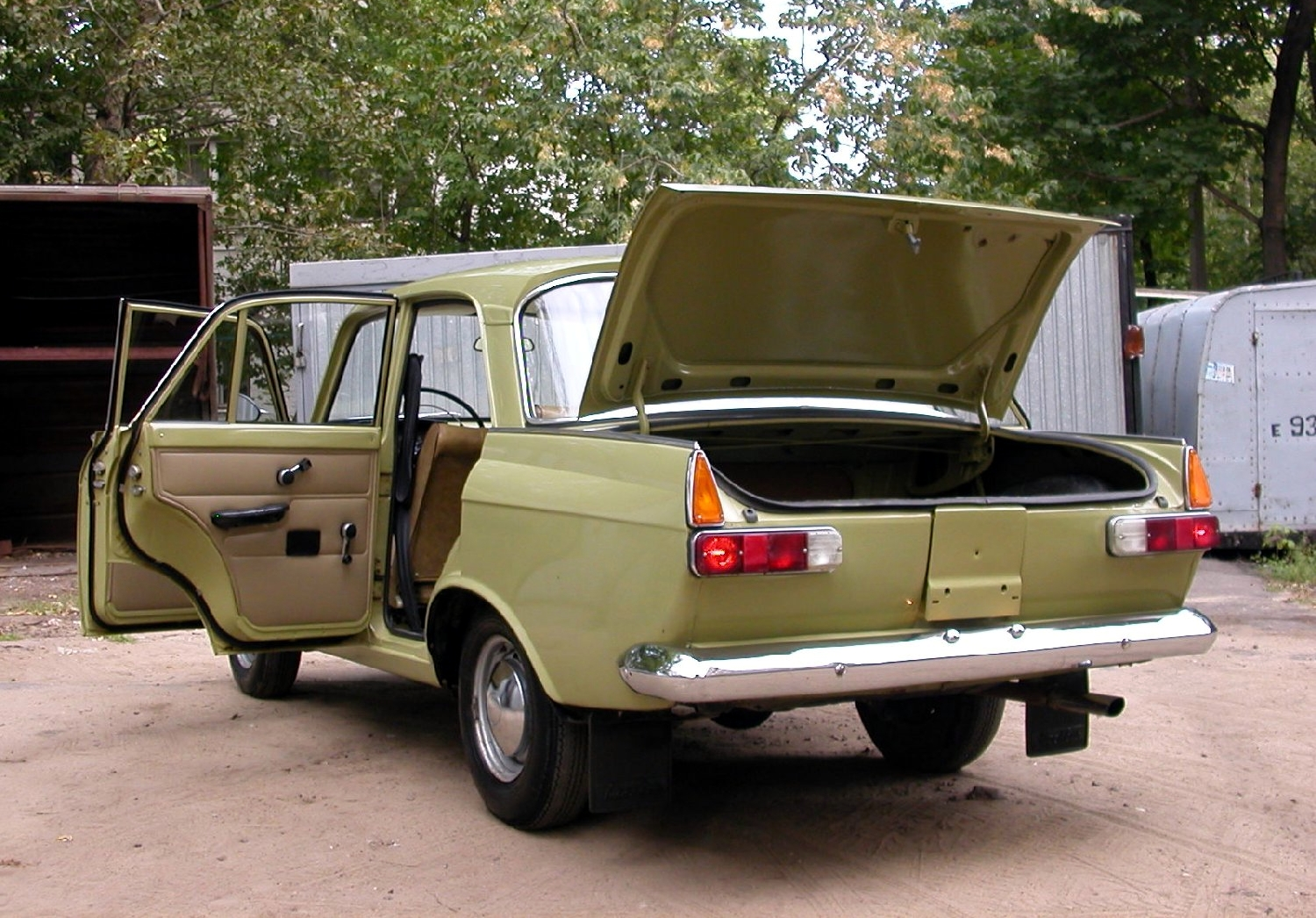
IŻ-Moskwicz 412IE. Za odchylaną klapą z tyłu znajdował się wlew paliwa

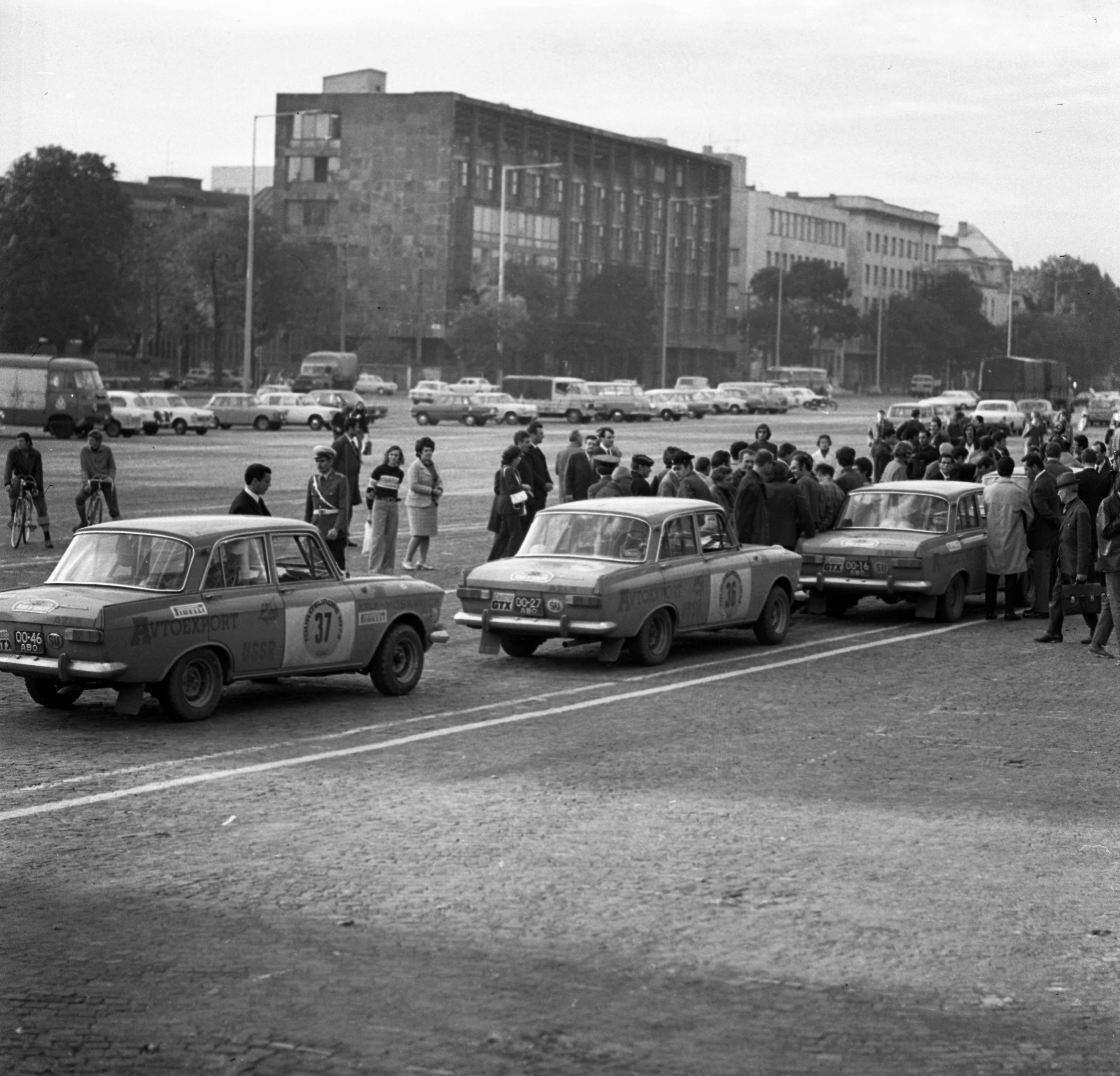
Sportowe Moskwicze 412 w 1973

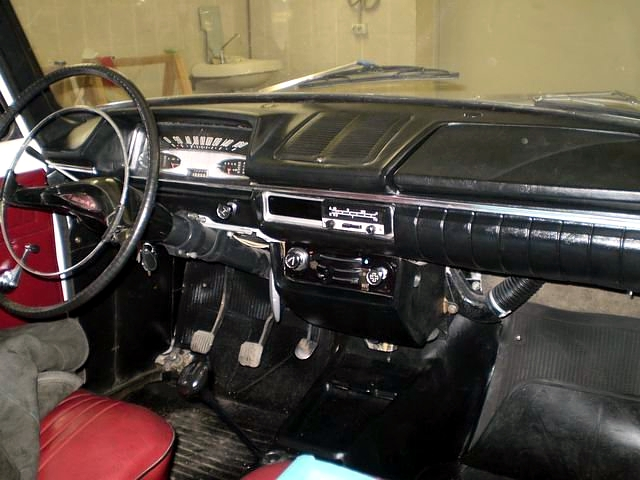
Deska przyrządów Moskwicza 412IE z 1974 roku

Samochód Moskwicz 412 był odmianą pochodną modelu Moskwicz 408, produkowanego od 1964 roku, który zapoczątkował trzecią generację samochodów Moskwicz. Ujemną stroną modelu 408 był przestarzały i słaby silnik o pojemności 1,4 l, wywodzący się konstrukcyjnie jeszcze z przedwojennej niemieckiej jednostki Opla Kadetta K38. Nie przeszkadzało to wprawdzie w sprzedaży na rynku radzieckim z uwagi na ograniczoną podaż samochodów, lecz przede wszystkim w celu utrzymania dobrej pozycji Moskwicza na rynkach zagranicznych, w tym w Europie Zachodniej, zdecydowano opracować nową, silniejszą jednostkę napędową. Nowy silnik o pojemności 1,5 l i połowę większej mocy (75 KM wobec 50 KM) zaprojektował Igor Okuniew, wzorując się na nowoczesnym niemieckim silniku BMW M10 (zastosowanym w BMW Neue Klasse). Miał on aluminiowy blok cylindrów, pochylony pod kątem 20° w prawo od osi wzdłużnej samochodu w celu obniżenia wysokości. Produkcję silnika, oznaczonego UZAM-412, podjęto w Ufimskiej Fabryce Silników Samochodowych (UZAM) w Ufie.
Samochód z nowym silnikiem, oznaczony Moskwicz 412 (M-412), wszedł do produkcji w drugiej połowie 1967 roku w moskiewskich zakładach, noszących jeszcze nazwę Moskiewskiej Fabryki Samochodów Małolitrażowych (MZMA), od 1968 roku zmienioną na Zakłady Samochodowe Leninowskiego Komsomołu (AZLK). Wczesne serie miały takie samo nadwozie, jak ówczesny Moskwicz 408, z dwoma lub czterema (głównie w wersjach eksportowych) okrągłymi reflektorami. Przez pierwsze lata w konstrukcji Moskwicza 412 wprowadzono stopniowo dalsze ulepszenia, jak podciśnieniowe wspomaganie hamulców bębnowych (na angielskiej licencji Girling) i sprzęgło nowej konstrukcji – po raz pierwszy w ZSRR ze sprężyną talerzową, również na licencji brytyjskiej. W 1968 roku zastąpiono przednią kanapę przez indywidualne fotele, po czym w listopadzie tego roku dźwignię zmiany biegów przeniesiono z kolumny kierownicy na tunel wału napędowego między siedzeniami. Zmieniono także przełożenia skrzyni biegów i wyposażono wszystkie biegi w synchronizację. Na podłogę przeniesiono też później dźwignię hamulca ręcznego spod deski rozdzielczej.
Zwieńczeniem etapu rozwoju było unowocześnienie w grudniu 1969 roku nadwozia Moskwicza 412 wraz z modelem 408 (oba samochody zewnętrznie nie odróżniały się od siebie i nie nosiły oznaczeń modelu). Okrągłe reflektory zastąpiono przez prostokątne (produkcji NRD), w sześciokątnych chromowanych oprawach, a staromodne wąskie pionowe lampy zespolone z tyłu zastąpiono przez poziome, z charakterystycznymi osobnymi trójkątnymi kierunkowskazami na szczątkowych pionowych „płetwach”. Zgodnie z nowymi europejskimi wymogami zadbano o bezpieczeństwo: nowe nadwozie miało strefy kontrolowanego zgniotu z przodu i z tyłu (po raz pierwszy w ZSRR), metalowa deska przyrządów i wewnętrzne elementy nadwozia otrzymały już od lutego 1969 r. miękkie poliuretanowe nakładki, a od 1971 roku cała deska przyrządów była wykładana poliuretanem. Od 1969 roku montowano w Moskwiczu 412 także dwuobwodowy układ hamulcowy i pasy bezpieczeństwa. Zastosowano też bezpieczną kolumnę kierownicy i nowe opony rozmiaru 6,45-13". Wersja ze zmodernizowanym nadwoziem została oznaczona 412IE (ros. 412ИЭ, od ispołnienije eksportnoje – wykonanie eksportowe), żeby dać wyraz temu, że spełnia normy na rynki zagraniczne. Pierwotny wzór nowej chromowanej atrapy chłodnicy miał osiem rzędów wąskich poziomych szczelin, w sześciu kolumnach, później stosowano także atrapę z dużymi prostokątnymi otworami w czterech poziomych rzędach w dziesięciu kolumnach (określaną jako wzór 1973 roku). Pod koniec produkcji w zakładach AZLK stosowano deskę przyrządów z okrągłymi tarczami opracowaną dla modelu 2140.

### Produkcja seryjna
W moskiewskich zakładach Moskwicz 412 był produkowany od jesieni 1967 do końca 1975 roku, kiedy został zastąpiony przez zmodernizowany zewnętrznie i wewnętrznie model 2140, oparty na jego konstrukcji i napędzany tym samym silnikiem. Oprócz tego, produkcję Moskwicza 412 umieszczono w zakładach Iżmasz w Iżewsku, gdzie był produkowany od 1967 do 1997 roku (pozostając tam w produkcji znacznie dłużej, niż zmodernizowany moskiewski model 2140). Wdrożenie do produkcji modelu 412 zbiegło się ze znaczną rozbudową zakładów AZLK i Iżmasz, które docelowo miały wypuszczać po 200 tys. samochodów rocznie. Ogółem wyprodukowano 2 313 487 egzemplarzy modelu 412 i jego modyfikacji. Moskwicz 412 był też dwumilionowym samochodem wyprodukowanym przez zakłady MZMA/AZLK (16 sierpnia 1974). Samochody Moskwicz były także montowane z zestawów w Bułgarii w Łoweczu (Moskwicz Rila) i w Belgii, przez dealera Scaldia (Moskvitch Scaldia).

### Rozwój w zakładach IŻ
Samochody z Iżewska, mimo znaków fabrycznych IŻ (ИЖ) i oznaczenia w dokumentacji fabrycznej IŻ-412, nadal były oznaczone marką Moskwicz i nosiły taki napis na klapie bagażnika. Miały tylko dwa okrągłe reflektory, a atrapa chłodnicy była inna, niż moskiewskich (chromowana, z pionowymi szczelinami). Moskwicze z Iżewska do końca nie otrzymały prostokątnych reflektorów, pomimo modernizacji konstrukcji nadwozia i tylnego pasa według modelu 412IE. Mimo zastąpienia samochodu w moskiewskich zakładach przez nowy model 2140, w zakładach Iżmasz produkowano dalej model 412, poddawany niewielkim modernizacjom. Wprowadzano w nim drobne ulepszenia mechaniczne, poczynając od ulepszenia układu chłodzenia w 1977 roku i układu hamulcowego z próżniowym wspomaganiem w 1978 roku.
W 1982 roku przeprowadzono ograniczoną modernizację i facelifting samochodu (indeks fabryczny IŻ-412-028). Zmianom, nawiązującym do ówczesnej mody samochodowej, uległ przedni pas – wprowadzono czarną atrapę chłodnicy z podłużnymi pionowymi szczelinami, obejmującą okrągłe reflektory, a kierunkowskazy i światła pozycyjne umieszczono w pionowych zespołach na zewnątrz od reflektorów. W drzwiach przednich zrezygnowano z trójkątnych uchylnych szybek na rzecz szyb opuszczanych w całości, przeniesiono też lusterka boczne z paneli drzwi do narożnika okna. Wystające klamki drzwi zamieniono na wpuszczane, umieszczone niżej – wygodniej, niż w Moskwiczu 2140. We wnętrzu pojawiły się jedynie wygodniejsze fotele z regulacją i zagłówkami oraz drobne ulepszenia, jak przeniesienie przełącznika świateł z podłogi na kolumnę kierownicy i kilkupołożeniowy regulator pracy wycieraczek. W 1982 roku wprowadzono też z przodu hamulce tarczowe. Produkcję seryjną Moskwicza 412 zakończono w 1997 roku.

## Sprzedaż i eksploatacja
Do rozpoczęcia produkcji samochodów WAZ-2101 Żyguli (Łada) w 1970 roku, Moskwicz 412 był najnowocześniejszym radzieckim samochodem najpopularniejszej klasy niższej średniej, określanej w ZSRR jako „małolitrażowa”, przy tym pozostał samochodem z najmocniejszym silnikiem w tej klasie do czasu wprowadzenia WAZ-2103 w 1973 roku. Był on tańszy od Żyguli – jego cena wynosiła początkowo 4900 rubli, podczas gdy najprostszego modelu WAZ-2101, z nieco słabszym silnikiem – 5500 rubli (należy jednak pamiętać, że podobnie, jak w innych krajach socjalistycznych, przeciętny użytkownik w ZSRR miał trudności w zakupie nowego samochodu, z powodu konieczności oczekiwania w kolejce, a samochody używane były na rynku wtórnym znacznie droższe). Moskwicz był jednak mniej ceniony przez nabywców z uwagi na mniej nowoczesną konstrukcję, gorsze własności eksploatacyjne i mniejszą szerokość wnętrza. W latach 80. samochody produkcji IŻ cieszyły się już umiarkowaną popularnością z uwagi na cenę wyznaczoną na poziomie niewiele niższym od nieco nowszych konstrukcyjnie i bardziej prestiżowych modeli WAZ i AZLK (w 1986 roku IŻ-412-028 – 7100 rubli, WAZ-21013 – 7260 rubli, Moskwicz 2140 – 7300 rubli). Mimo to, do końca istnienia ZSRR samochody były towarem deficytowym i nie było problemu ze zbytem, który pojawił się dopiero po przejściu na gospodarkę rynkową.
Znaczna liczba samochodów była eksportowana, zarówno do krajów bloku wschodniego, jak i na Zachód, gdzie konkurowały niską ceną i dużą wytrzymałością, będąc źródłem dewiz dla państwa radzieckiego. W samym 1969 roku eksport sięgnął 69% produkcji zakładów, których głównym produktem był model 412. W ograniczonej liczbie samochody te były sprowadzane także do Polski, lecz nie stały się tam popularnym modelem. W latach siedemdziesiątych Moskwicz 412 kosztował w Polsce 140 tys. zł (dla porównania: PF 125p 1300/1500 – 160–175 tys. zł., Wartburg 353 – 120–130 tys. zł).

### Użycie w sporcie
Moskwicz 412, podobnie jak poprzednicy, używany był szeroko także w radzieckim sporcie samochodowym. W Iżewsku nawet małoseryjnie produkowano odmianę ze wzmocnionym nadwoziem, przeznaczoną specjalnie do sportu samochodowego, znaną jako IŻ-Ralli. Moskwicz występował także w międzynarodowych zawodach samochodów turystycznych, jednakże bez większych sukcesów.
Oprócz zwykłych rajdów, samochody Moskwicz 412 odznaczyły się wzięciem udziału w dwóch rajdach długodystansowych, organizowanych przez brytyjskie gazety, które przyczyniły się do promocji marki na Zachodzie. W rajdzie Londyn – Sydney w listopadzie-grudniu 1968 roku uczestniczyły cztery Moskwicze i wszystkie ukończyły rajd długości 16 000 km, na miejscach od 20. do 38. (na 56 sklasyfikowanych samochodów). W kolejnym rajdzie Londyn – Meksyk w kwietniu – maju 1970 roku, długości 26 000 km, uczestniczyło pięć Moskwiczy, z tego rajd ukończyły trzy, na miejscach 12., 17. i 20. (na 96 startujących i 23 sklasyfikowanych samochodów), zajmując 3. miejsce drużynowo (zwyciężyły samochody Ford Escort Mk I). Samochody z rajdu 1970 roku, znane jako Moskwicz 412 Maraton, miały silniki wzmocnione do 80–81 KM, samochodów wzmocnionych używano też w wyścigach. Warto dodać, że silniki UZAM-412 we wzmocnionych wersjach, rozwijających od 92 do 112 KM, używane były w samochodach wyścigowych, jak Moskwicz G4M, Moskwicz G5, Estonia 16M.

## Wersje pochodne
Na bazie modelu 412 (podobnie, jak na bazie 408) produkowano także wersje z tym samym silnikiem: kombi Moskwicz 427 oraz furgon Moskwicz 434. Budowano także nieseryjne pick-upy, w drodze przeróbki innych wariantów nadwoziowych (głównie furgonów), na potrzeby wewnątrzzakładowe zakładów AZLK, ale także modyfikacji takich dokonywali za granicą dealerzy.
Samochody produkowane w Iżewsku stały się także bazą dla innych konstrukcji, oznaczonych już własną marką IŻ: hatchbacka IŻ 2125 Kombi i furgonu IŻ 2715.

## Dane techniczne
Główne źródło:
Masy i wymiary:
- Nadwozie: samonośne, stalowe, 4-drzwiowe, 5-miejscowe
- Długość/szerokość/wysokość: 4120 / 1550 / 1480 mm
- Rozstaw osi: 2400 mm
- Rozstaw kół przód/tył: 1247 / 1237 mm
- Szerokość kanapy tylnej: 1260 mm
- Masa własna: 1045 kg
- Masa całkowita: 1445 kg
- Prześwit pod osiami: 176 mm
- Pojemność bagażnika: 372 l[1]

Napęd:

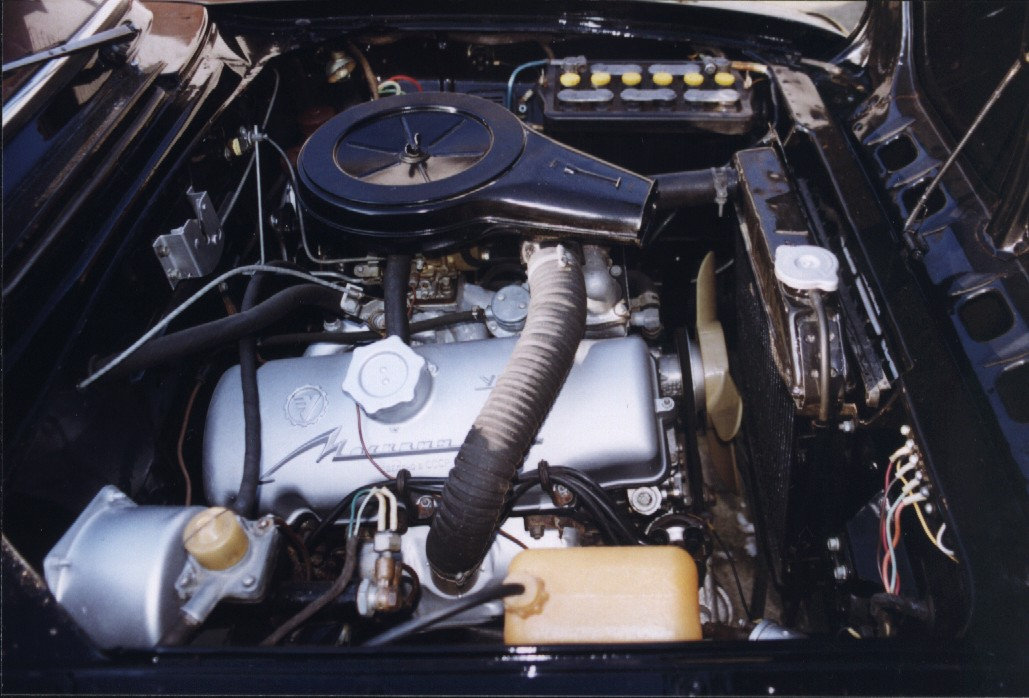
Silnik Moskwicza 412 (widoczny pochylony blok cylindrów)

- Silnik: UZAM-412 – gaźnikowy, 4-suwowy, 4-cylindrowy rzędowy, górnozaworowy OHC, chłodzony cieczą, umieszczony podłużnie z przodu (pochylony o 20°), napędzający koła tylne
- Pojemność skokowa: 1478 cm³
- Średnica cylindra / skok tłoka: 82/70 mm
- Moc maksymalna: 75 KM przy 5800 obr./min
- Maksymalny moment obrotowy: 11,4 kgf · m przy 3–3,8 tys. obr./min[20]
- Stopień sprężania: 8,8:1
- Gaźnik: K-126N
- Skrzynia przekładniowa mechaniczna 4-biegowa, biegi do przodu zsynchronizowane, z dźwignią w podłodze (do 1968 przy kierownicy)
- Przekładnia główna: hipoidalna, o przełożeniu 4,22:1

Układ jezdny:
- Zawieszenie przednie: niezależne – poprzeczne wahacze resorowane sprężynami, teleskopowe amortyzatory hydrauliczne
- Zawieszenie tylne: sztywna oś na podłużnych resorach półeliptycznych, teleskopowe amortyzatory hydrauliczne
- Hamulce przednie i tylne bębnowe hydrauliczne, ze wspomaganiem, od 1969 r. dwuobwodowe; hamulec ręczny mechaniczny na koła tylne
- Ogumienie: diagonalne o wymiarach 6,45-13" (do 1969: 6,00-13")[1]

Dane eksploatacyjne:
- Prędkość maksymalna: 140 km/h
- Zużycie paliwa: 8,8 l/100 km przy V=80 km/h
- Przyspieszenie 0–100 km/h: 18,8 s[1]